# Liste der Grabstätten von Gesandten am Immerwährenden Reichstag in Regensburg
Die Liste bietet eine Übersicht über in Regensburg vorhandene Grabstätten von Gesandten zu Reichs- und Kurfürstentagen in der Endzeit des Dreißigjährigen Krieges ab 1641 und danach bis zum Beginn des Immerwährenden Reichstags, sowie ab 1663 von Gesandten zum Immerwährenden Reichstag, die während ihrer Anwesenheit in Regensburg verstarben und vor Ort begraben wurden. Erwähnt werden auch in Regensburg verstorbene Ehefrauen und Kinder, die in den Grabstätten ihrer Ehemänner bzw. Väter begraben wurden oder eigene Grabstätten erhielten, auch dann, wenn die Gesandten selbst nicht verstarben. Beschrieben werden die Orte der Grabstätten und – wenn vorhanden – die Grabdenkmäler und ihre Ausstattungen. Sind keine dauerhaften Grabdenkmäler vorhanden, werden die Lagen der Grabstätten so beschrieben, wie sie auf alten Belegungsplänen eingetragen sind. Einige Begräbnisse fanden in bereits bestehenden familienfremden Gruften statt und für einige späte Begräbnisse nach 1790 sind keine genauen Ortsangaben verfügbar. Diese, im Allgemeinen nicht auffindbaren Grabstätten sind in der Liste nicht enthalten.

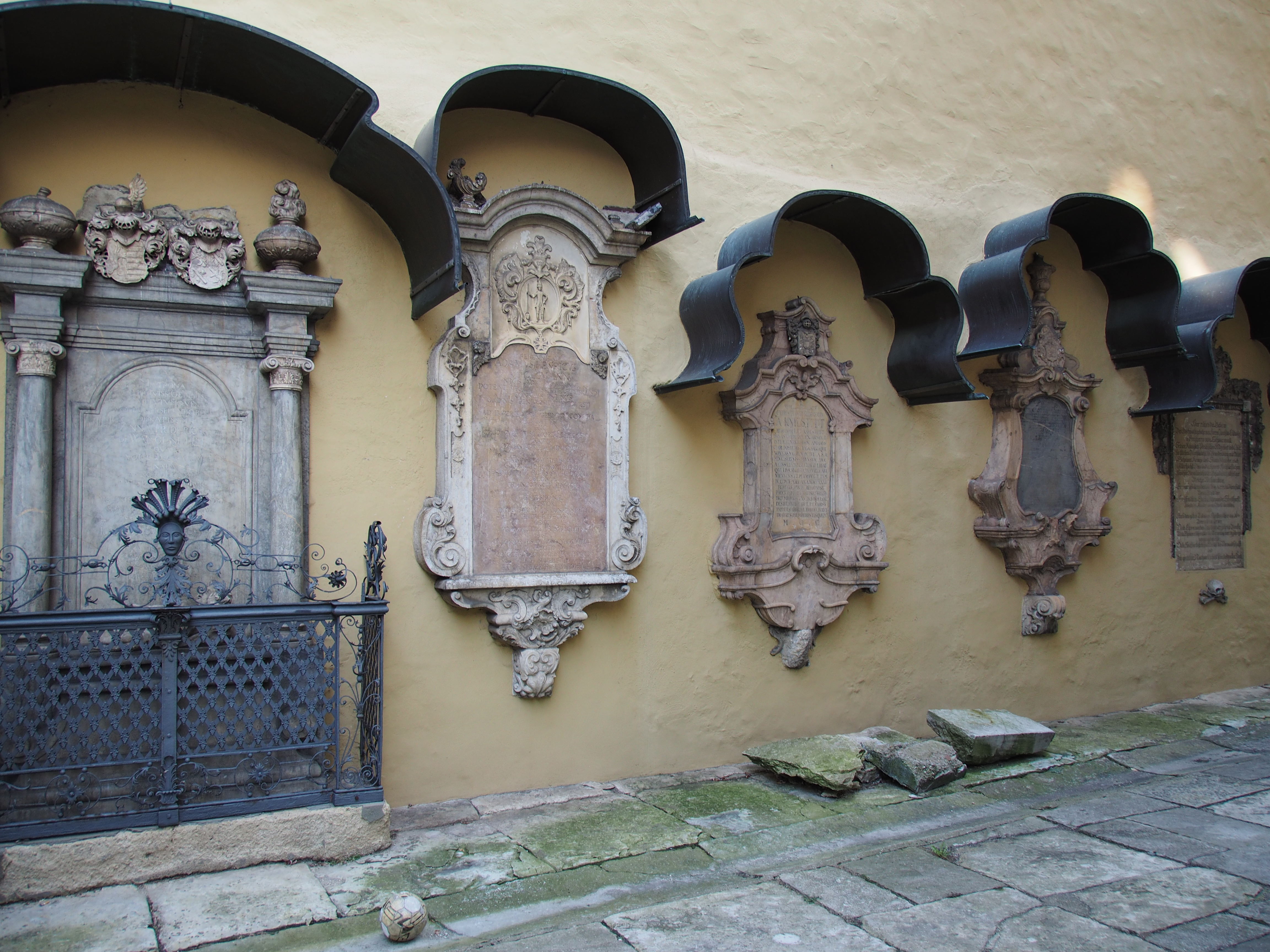
Gesandtenfriedhof, Ostwand, Blick nach Süd
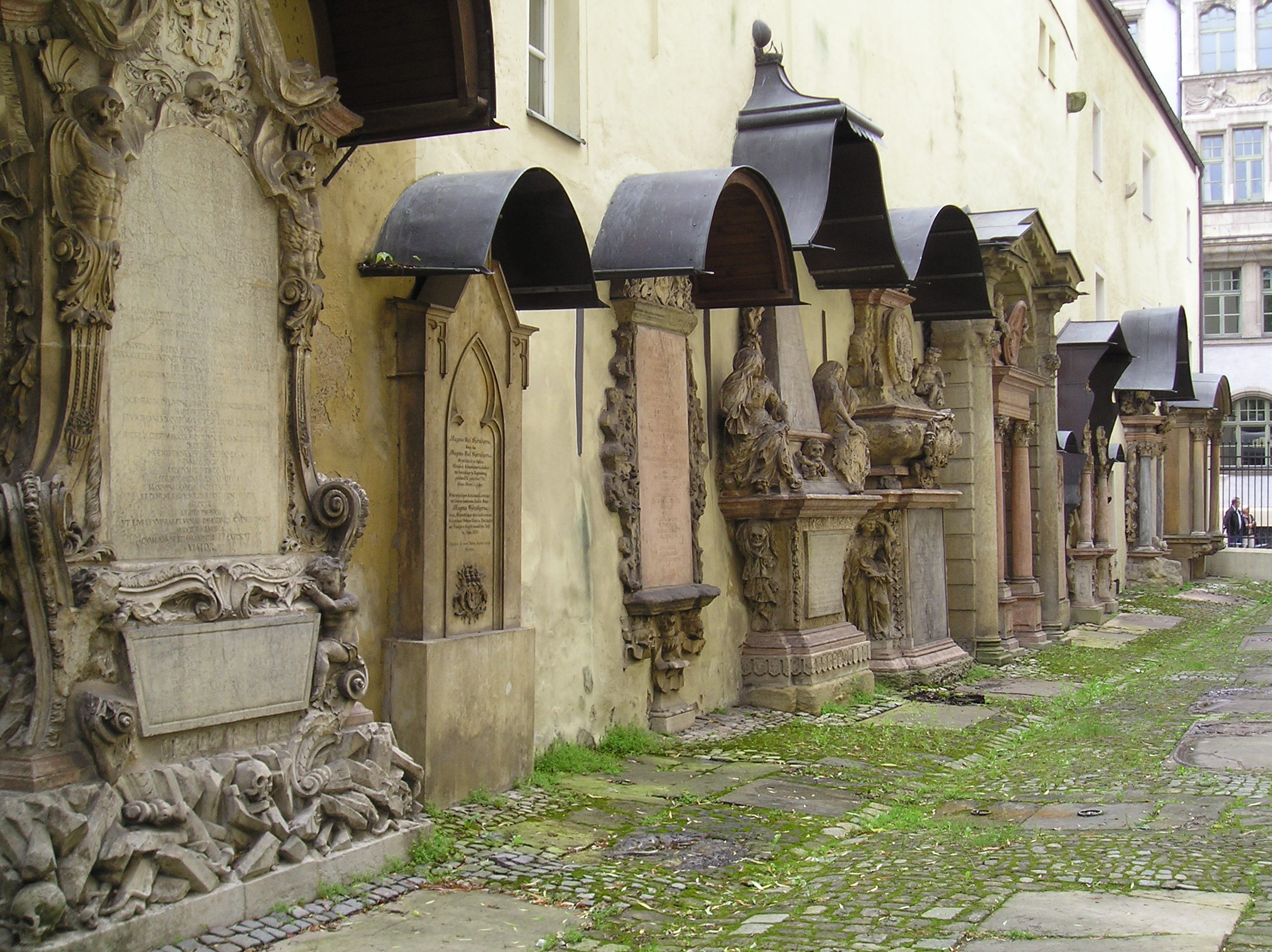
Gesandtenfriedhof Südwand (westlich) ab Epitaph Treskow, Blick nach West

Protestantische (lutherisch und reformiert) Gesandte und ihre Angehörigen wurden ohne bisher bekannte Ausnahmen auf dem Kirchhof der 1632 fertig gestellten Kirche zur Heiligen Dreifaltigkeit begraben, der heute als Gesandtenfriedhof bezeichnet wird. Für die auf dem Gesandtenfriedhof bestatteten protestantischen Gesandten liegt ein kommentiertes vollständiges Begräbnisverzeichnis vor. Das Verzeichnis ist chronologisch geordnet und enthält alle Begräbnisse einschließlich der Begräbnisse von Ehefrauen, Kindern und Geschwistern der Gesandten bis 1787. Außerdem existiert eine Dokumentation aller Begräbnisse mit Grabdenkmälern, mit ihren Inschriften, Übersetzungen und familiären und beruflichen Biografien.
Katholische Gesandte wurden in verschiedenen katholischen Kirchen und Klöstern bestattet. Für diese Gesandten liegt eine Dokumentation (mit Inschriften und Übersetzungen) nur für die Grabdenkmäler von solchen Gesandten vor, die in der Klosterkirche St. Emmeram begraben wurden.
| Bild                                                 | ID-Nr | Namen: Gesandter Ehefrau verstorben Bekenntnis                                                               | Vertretungen Reichstag Regensburg | Datum / Jahr Geburt Ort                    | Datum / Jahr Begräbnis                                                   | Denkmalart Inschrift | Standort / Lage Denkmal | Anmerkungen |
| ---------------------------------------------------- | ----- | --- | --- | ------------------------------------------ | ------------------------------------------------------------------------ | --- | --- | --- |
|                                                      | 1     | Eleonore Magdalena Freifrau von Bodenhausen, geb. Freiin von Stein evang.                                    | Schwiegersohn Erich Christoph von Plotho vertrat • Königreich Preußen                                                                               | 1690                                       | 1762 3. Okt.                                                             | ohne Denkmal | Gesandtenfriedhof Dreieinigkeitskirche Gruft Nordost-Areal bei Gesandtenstr. | Verstarb beim Besuch des Schwiegersohnes. |
| Gesandtenfriedhof, Südmauer, Mitte und Westabschnitt | 2     | Magnus Olof Björnstjerna (Vater von Magnus Björnstjerna) evang.                                              | • Schweden, 1779–1785 • Vorpommern | 1741                                       | 1785 21. Apr.                                                            | Epitaph neugotisch, Inschrift deutsch, lesbar | Gesandtenfriedhof Dreieinigkeitskirche Südmauer Mitte | Epitaph 1839 errichtet. Begräbnis 30 m westlich des Epitaphs in der Gruft des Gesandten Haren, ID-Nr. 15 |
| Epitaph Ehepaar de Fabrice                           | 3     | Georg Philipp de Fabrice evang. 2. Ehefrau Anna Susanna geb. Stainer evang.                                  | • Sachsen-Weimar 1682–1709 • Sachsen-Altenburg • wetterauische • fränkische Grafen 1678–1709 • Ostfriesland 1795–1709                               | 1642 8. Apr. Gießen 1638 26. Juli Ödenburg | 1709 24. März 1708 17. Jan.                                              | Epitaph: Inschrift lesbar Grabplatte: Inschrift unlesbar | Epitaph: Gesandtenfriedhof Dreieinigkeitskirche Südmauer westlich. Grabplatte mit Inschrift für die Ehefrau auf der Familien-Gruft nördlich des Epitaphs in 2. Reihe                                           | Die vor dem Epitaph liegende Grabplatte gehört zur Grabstätte des geheimen Rates der Landgrafschaft Hessen-Darmstadt Eberhardt Wolff von Todtenwarth. Er war kaiserlicher Hofrat, Gesandter am kaiserlichen Hof in Wien und in Regensburg sehr angesehen. Näheres zur Familie                                                                          |
| Epitaph Ehepaar Gallieris, Gesandtenfriedhof         | 4     | Marinus Gallieris reform. Ehefrau Lidwina, geb. v. der Burcht reform.                                        | • Generalstaaten der Vereinigten Niederlande 1720–1738                                                                                              | 1682 30. Sept. 1681 25. Aug. Gravenhag     | 1738 13. Sept. 1760 17. Nov.                                             | Epitaph: Inschrift lesbar Grabplatte: Inschrift unlesbar Zu der Grabplatte der Exulantenfamilie Gall vor dem Epitaph                                                            | Gesandtenfriedhof Dreieinigkeitskirche vorletztes Epitaph Südmauer Ost Letztes Epitaph Südmauer Ost: Familie Stubenberg (Exulanten). Ältestes Epitaph auf dem Kirchhof, errichtet 1668.                        | Die Begräbnisse der Familie Gallieris erfolgten in der einige Meter entfernten Gruft der schwedischen Gesandten-Familie Snoilski (ID-Nr ??) an der Ostwand, die mit der Snoilski-Grabplatte bedeckt ist. Die Gallieris-Grabplatte mit Wappen liegt westlich angrenzend an die Snoilski-Grabplatte. Zur Familie                                         |
| Epitaph Gallieris Gesandtenfriedhof                  | 5     | Jacob Johann Gallieris reform.                                                                               | • Generalstaaten der Vereinigten Niederlande 1734 bis 1794                                                                                          | 1714 26. Okt. Brüssel                      | 1794 11. Feb.                                                            | Zusatztafel am Sockel des Epitaphs der Eltern, Inschrift lesbar | Gesandtenfriedhof Dreieinigkeitskirche Südmauer Osten. | Wie die Eltern (ID-Nr 4) in der Snoilski-Gruft begraben. Dort auch begraben: Schwester Maria Cornelia († 17. Jan. 1792, 70 Jahre). Zur Familie: |
| Epitaph Anna F. v. Geismar                           | 6     | Anna Friederica von Geismar geb. von Wangenheim evang.                                                       | Ehemann Johann Georg von Geismar (1682–1749) Gesandter für • Sachsen-Gotha-Altenburg 1737–1748                                                      | 1686                                       | 1740 5. Sept.                                                            | Epitaph: Inschrift schwer lesbar keine Grabplatte | Gesandtenfriedhof Dreieinigkeitskirche Nordareal Ostmauer (Nord) | Begräbnis in einer Gruft vor dem Epitaph ohne Grabplatte. |
| Epitaph Elisabeth Thomas, Gesandtenfriedhof          | 7     | Maria Elisabeth Thomas, geb. von Bohn evang.                                                                 | Ehemann Johann Thomas und Johann Thomas (1624–1679) Gesandter für • Sachsen-Gotha-Altenburg 1653–1654 1662–1668                                     | 1635 Speyer                                | 1664 24. April                                                           | Epitaph: ohne Inschrift Grabplatte: Inschrift stark gestört | Gesandtenfriedhof Dreieinigkeitskirche Nische in Ostmauer, südlich. Gruft mit Grabplatte unterhalb des Epitaphs                                                                                                | Das Epitaph mit Halbfigur der verstorbenen Ehefrau wurde 4 Jahre nach dem Begräbnis in eine passende Mauernische oberhalb der Grabplatte eingepasst. Zur Familie: |
|                                                      | 8     | Elisabeth Goddaeus, geb. Badenhausen calv.                                                                   | Ehemann Nikolaus Wilhelm Goddaeus (1646–1719) Gesandter für • Hessen-Kassel 1681–1682                                                               | 1656 17. März                              | 1681 26. Juni                                                            | Grabplatte aufgerichtet, Inschrift lesbar | Gesandtenfriedhof Dreieinigkeitskirche Gruft (früher mit Grabplatte) vor dem Epitaph des Gesandten Reck (ID-Nr. 9) an der Südmauer Heute Grabplatte aufge- richtet Ostmauer (südl.) nach Gruft-Einsturz (1980) | 1729, 1737 und 1638 störte die Grabplatte beim Bau der Epitaphien Hagen (ID-Nr 14), Reck (ID-Nr 9) und Gallieris (ID-Nr 4). Grabplatte wurde verlagert, erhielt später den ursprünglichen Liegeort zurück bis zum Einsturz der Gruft 1980. |
| Johann von Reck                                      | 9     | Johann von Reck, Adelsgeschlecht Reck evang.                                                                 | • Sachsen-Lauenburg 1725–1737 • Braunschweig-Lüneburg • Corpus Evangelicorum                                                                        | 1662 28. Feb.                              | 1737 22. Juni                                                            | Epitaph:Inschrift lesbar keine Grabplatte | Gesandtenfriedhof Dreieinigkeitskirche, Südmauer, östlich. Begräbnis in der Gruft von Georg Christoph Dreher (ID-Nr. 10) nördlich versetzt, bedeckt mit stark gestörter Dreher-Grabplatte.                     | Das Epitaph hatte bis ca 1930 kein Schutzdach und ist stark verwittert. Inschriftentafel gut erhalten. |
| Georg Christoph Dreher                               | 10    | Georg Christoph Dreher evang.                                                                                | • Sachsen-Gotha 1668–1682 ab 1672–1682 alle ernestinisch-sächs. Fürstentümer                                                                        | 1610 11. Nov.                              | 1682 14. Juni                                                            | Zwei Gruften mit Grabplatten (für Ehefrauen und Enkelin), beide verwittert, Inschriften nicht vorhanden                                                                         | Gesandtenfriedhof Dreieinigkeitskirche Südmauer, östlich in erster und zweiter Reihe. | In der südl. Dreher-Gruft wurde zusätzlich auch der Gesandte Reck begraben. Für die Enkelin wurde eine Bronzetafel mit Inschrift auf die nördliche Grabplatte aufgesetzt (Tafel heute in der Kirche unter der Kanzel). Zur Familie: |
| Schrader-Epitaph Gesandtenfriedhof                   | 11    | Christoph von Schrader, evang. Ehefrau Gesa Catharina geb. Bruhn evang.                                      | • Braunschweig-Lüneburg ab 1692 Kurhannover 1689–1713                                                                                               | 1642 26. Jan. Helmstedt 1652 23. Sept.     | 1713 4. Sept. 1702 7. Juli                                               | Epitaph: errichtet 1718, veranlasst von der Familie. Inschrift schwer lesbar Grabplatte:Inschrift unlesbar                                                                      | Gesandtenfriedhof Dreieinigkeitskirche Südmauer, Mitte. Der Gesandte wurde in der Gruft der Ehefrau (mit Grabplatte) nördlich vom Epitaph in 2. Reihe begraben.                                                | Teile des Epitaphs sind gut erhalten. Die Sandstein-Dekorelemente am Sarkophag sind stark verwittert. Die Standorte der beiden teilzerstörten Putten wurden – wie alte Fotos zeigen – bei Renovierungsarbeiten 1980/82 vertauscht. Zur Familie: und |
| Johann von Fromhold                                  | 12    | Johann Fromhold, evang.                                                                                      | • Kurfürstentum Brandenburg 1652–1653 Friedenskongress Osnabrück 1645–1648                                                                          | 1602 Küstrin                               | 1653 20. Juli                                                            | Grabplatte 2 m × 1 m, Inschrift unlesbar | Gesandtenfriedhof Dreieinigkeitskirche, vor der Ostmauer, Mitte. | Erstes Begräbnis nach 1641, nach dem 30-jährigen Krieg, anlässlich des Reichstages von 1653, der dann weitere Begräbnisse zur Folge hatte. (vgl. ID-Nr. 23) |
| Janowitz-Wappen bis 1653.                            | 13    | Ludwig von Janowitz, evang.                                                                                  | • Württemberg 1641 | 1583                                       | 1641 31. Mai                                                             | Grabplatte 2 m × 1 m, Inschrift deutsch, schwer lesbar | Gesandtenfriedhof Dreieinigkeitskirche, vor der Südmauer, Mitte, westlich neben Epitaph Strauch (ID-Nr.??). | Inschriftenfeld und Wappen teilweise erhalten. Inschrift dokumentiert. Erstes Begräbnis eines Gesandten noch im 30-jährigen Krieg. Anlass: Reichstag von 1641. |
| Hagen-Epitaph Gesandtenfriedhof                      | 14    | Heinrich Richard Freiherr von Hagen, evang.                                                                  | • Sachsen-Gotha • Sachsen-Altenburg • Hessen-Darmstadt 1698–1729                                                                                    | 1656 Halberstadt Braunschweig              | 1729 14. Dez.                                                            | Epitaph: Inschrift lesbar Grabplatte: Inschrift unlesbar | Gesandtenfriedhof Dreieinigkeitskirche, Epitaph an der Südmauer östlich, Grabplatte davor | Epitaph gut erhalten, gotische Grabplatte im Gesims (nicht sichtbar). Wegen Mangel an Gruftplätzen wurde Hagen in der Gruft der E. Goedaeus (ID-Nr. 8) begraben. |
|                                                      | 15    | Nicolaus von Haren, evang.                                                                                   | • Schweden • Vorpommern 1737–1753 | 1692 Bremen                                | 1753 13. Okt.                                                            | Nicht als solche erkennbare Grabplatte, Inschrift nicht mehr vorhanden | Gesandtenfriedhof Dreieinigkeitskirche, Südareal, an der westlichen Mauer zur Gasse Am Ölberg | Inschriftenfeld und Wappen nicht erhalten, Inschrift dokumentiert. In der Grabstätte wurde auch der schwedische Gesandte Björnstierna (ID-Nr. 2) begraben |
|                                                      | 16    | Johann Hiller von Gärtringen evang. Ehefrau Regina Katharina geb. Bardili evang.                             | Der Ehemann vertrat • Württemberg 1697–1715 • Nassau 1708–1715 • Ostfriesland 1711–1715                                                             | 1658 Herrenberg 1665                       | 1715 3. März 1705 20. Juli                                               | Grabplatte für die Ehefrau Regina Katharina, Inschrift lesbar | Gesandtenfriedhof Dreieinigkeitskirche, Grabplatte um 1900 an der Südmauer (Mitte, westl. neben Strauch-Epitaph ID-Nr. ??) aufgerichtet. Inschriftenfeld und Wappen erhalten. Zur Familie:                     | Gruft mit Betonplatte in 2. Reihe vor der aufgerichteten Grabplatte. In der Gruft wurde zunächst die Ehefrau begraben. Nach dem Ehemann wurde auch noch der Schwiegersohn, der Gesandte Mortaigne (ID Nr 17), in der Gruft begraben. |
|                                                      | 17    | Moses von Mortaigne evang.                                                                                   | • Generalstaaten der Vereinigten Niederlande 1706–1719                                                                                              | 1674                                       | 1719 27. Juni                                                            | Keine eigene Grabplatte. | Gesandtenfriedhof Dreieinigkeitskirche | Begraben in der Gruft der Schwiegereltern Johann und Regina Hiller von Gärtringen (ID Nr 16). |
| Epitaph Kniestedt                                    | 18    | Christian Friedrich von Kniestedt evang. Kniestedt (Adelsgeschlecht)                                         | • Braunschweig-Wolfenbüttel 1731–1765 | 1700 Burgdorf                              | 1765 14. Dez.                                                            | Wand-Epitaph, Inschrift lesbar | Gesandtenfriedhof Dreieinigkeitskirche Ostmauer (Nord) | Begraben in einer Gruft ohne Grabplatte unter dem Epitaph auf dem Nordostareal |
|                                                      | 19    | Johann Christian Knorr von Rosenroth evang.                                                                  | • Braunschweig-Wolfenbüttel 1705–1716 | 1670 Sulzbach                              | 1716 3. April                                                            | Epitaph: Inschrift lesbar Grabplatte: Inschrift kaum lesbar | Gesandtenfriedhof Dreieinigkeitskirche, Epitaph Südmauer (Mitte), Grabplatte nördl. entfernt in 2. Reihe | Vor dem Epitaph keine Grabplatte, weil dort die Gruft (ohne Grabplatte) der Ehefrau des Gesandten Malsburg (ID-Nr.??) |
| Epitaph Johann Christoph von Limbach (ohne Sockel)   | 20    | Johann Christoph von Limbach evang. 2. Ehefrau: Anna Sophia geb. Breithaupt von Cosperoda evang.             | Der Ehemann vertrat: • Braunschweig-Lüneburg 1690–1710 ab 1708 Kurbraunschweig                                                                      | 1644 1655                                  | 1710 14. März 1713 6. Mai                                                | Großes Epitaph und Grabplatte. Epitaph: Inschrift teilweise lesbar, letzte 2 Zeilen Inschrift für Ehefrau Grabplatte: Inschrift kaum erhalten                                   | Gesandtenfriedhof Dreieinigkeitskirche Epitaph: Südmauer vorletztes Epitaph westl. Gruft mit Grabplatte nördlich des Epitaphs in 2. Reihe. Zur Familie:                                                        | Epitaph heute östlich neben Epitaph Marenholz (ID-Nr. 21) und westlich neben Epitaph Fabrice. Vor dem Epitaph liegt die Grabplatte des Gesandten d’Orville (ID-Nr. 28). Der Sandstein-Sockel des Epitaphs ist stark zerstört. Eine ehemals dort sitzende Trauerfigur ist auf alten Fotos zu erkennen.                                                  |
|                                                      | 21    | Otto Otto von Mauderode evang.                                                                               | • Braunschweig-Calenberg • Braunschweig-Lüneburg 1665–1671                                                                                          | 1600 Ellrich                               | 1671 2. Nov.                                                             | Grabplatte mit Wappen, Inschrift nicht erhalten, nicht dokumentiert. | Gesandtenfriedhof Dreieinigkeitskirche Gruft mit Grabplatte Südareal (Osten) in 3. Reihe vor der Sakristei. | Die Inschrift war 1758, bei einer Begehung des Kirchhofs nicht mehr erhalten. Wegen der fehlenden Inschrift ist die Zuordnung der Grabplatte schwierig. |
| Epitaph Marenholtz (ohne Sockel)                     | 22    | Curt Asche von Marenholtz evang. Marenholtz (Adelsgeschlecht)                                                | • Kurfürstentum Brandenburg • Halberstadt 1662–1674                                                                                                 | 1619 25. Okt.                              | 1674 29. Okt. Datum Begräbnis im Verzeichnis 5. Feb. 1675                | Epitaph mit Darstellung des Verstorbenen als Ritterfigur, Inschrift beidseitig der Figur nicht erhalten                                                                         | Gesandtenfriedhof Dreieinigkeitskirche Südmauer (West), erstes Epitaph am Zaun zur Gasse Am Ölberg. | Begraben in einer Gruft, die baulich in den Sockel vor dem Epitaph integriert ist. Die ursprünglich vorhandene repräsentative Bronzetafel mit Namen und Wappen hat sich nicht erhalten. Die Epitaph-Inschrift ist dokumentiert |
|                                                      | 23    | Philipp Ludwig von Mehlem (Melem), evang.                                                                    | • Frankfurt 1652–1654 | 1604 27. Okt. Frankfurt M.                 | 1654 13. Jan.                                                            | Grabplatte 2 m × 1 m, Inschrift deutsch, mit Störungen teilweise lesbar | Gesandtenfriedhof Dreieinigkeitskirche, Südmauer, Mitte, westlich neben Grabplatte Janowiz (ID-Nr. 13) | Inschriftenfeld und Wappen (Flusskrebs) recht gut erhalten. Inschrift dokumentiert. Zweites Begräbnis eines Gesandten. Anlass: Reichstag von 1653. |
| Epitaph Ernst Eberhard von Metternich                | 24    | Ernst Eberhard von Metternich calv. Mutter: Maria Anna geb. Gräfin von Regal zu Kranichsfeld evang.          | Mitgesandter des Vaters (ID-Nr 25) • Kurbrandenburg • Magdeburg • Halberstadt 1713–1717                                                             | 1691 17. März Regensburg 1669 14. Mai      | 1717 1. Juli 1738 28. Juni                                               | Epitaph: Inschrift erhalten, schwer lesbar Sockel-Tafel: Inschrift für die Mutter Grabplatte: Inschrift nicht erhalten                                                          | Gesandtenfriedhof Dreieinigkeitskirche Epitaph: Südmauer (Mitte) Gruft mit kleiner Grabplatte vor dem Epitaph.                                                                                                 | Epitaph für den Sohn († 1717) erst 1728 errichtet. Der Bau war die „Antwort“ der Mutter auf die Errichtung eines Epitaphs für ihren kurz vor seinem Tod konvertierten Ehemann Ernst v. Metternich (ID-Nr. 25) in der katholischen St. Emmerankirche (vgl. dazu) Sandstein-Partien des Epitaphs (Wappentafeln und Medaillon im Giebel) stark verwittert |
| Epitaph Ernst von Metternich                         | 25    | Ernst Freiherr von Metternich calv. / kath. Ehefrau: Maria Anna geb. Gräfin von Regal zu Kranichsfeld evang. | Als Mitgesandter des Sohnes (ID-Nr 24) • Kurbrandenburg • Magdeburg • Halberstadt 1687–1727 • Brandenburg-Kulmbach • Brandenburg-Bayreuth 1705–1727 | 1657 5. Nov. 1669 14. Mai                  | 1727 27. Dez. 1738 28. Juni                                              | Epitaph:Inschrift gut lesbar keine Grabplatte | Klosterkirche St. Emmeran westliches Querhaus. Lage der Gruft unbekannt. Ehefrau: Gesandtenfriedhof Dreieinigkeitskirche Epitaph: Südmauer (Mitte) (siehe ID-Nr 24)                                            | Ausschnitt Inschrift: Er war lange in den Fluten seiner calvinistischen Religion eingetaucht...und kehrte wiedergeboren zur heiligen Mutter Kirche zurück.Du, der du voller Bewunderung hergekommen bist, gehe weg und ahme es nach. Einzelheiten zur Familie, zum Ablauf der Konversion Biographie-Portal                                             |
|                                                      | 26    | Friedrich Molan evang. Ehefrau: Christina E. geb. Arendt evang.                                              | • Braunschweig-Lüneburg • Baden-Durlach • Baden-Baden • Mecklenburg- Güstrow 1678–1689                                                              | 1635 12. Feb. Hameln 1643                  | 1689 19. Feb. 1689 19. Feb.                                              | Grabplatte: Inschrift kaum erhalten, dokumentiert | Gesandtenfriedhof Dreieinigkeitskirche Gruft mit Grabplatte: Süd-Areal >östl. (Höhe Kanzeltür) in 2. Reihe bezügl. Südmauer                                                                                    | Die Eheleute starben innerhalb von zwei Tagen und wurden gemeinsam beigesetzt. Grabplatte zwei Jahre nach dem Begräbnis gesetzt. |
|                                                      | 27    | Maria Katharina von Stein geb. von Oeppe evang.                                                              | Vertretungen Ehemann Karl Freiherr von Stein • Brandenburg-Kulmbach 1663–1675 • Hessen-Kassel                                                       | 1632 3. Mai Bischofsheim (Rhön)            | 1664 22. März                                                            | Grabplatte: Inschrift großteils lesbar | Gesandtenfriedhof Dreieinigkeitskirche aufgerichtet an der Südmauer östlich vom Limbach-Epitaph (ID-Nr. 20) nahe ihrem ursprünglichen Liegeort                                                                 | In der Grabstätte wurde 1696 zusätzlich ein 4 Monate altes Kind der 2. Ehefrau des Gesandten Stein begraben |
|                                                      | 28    | Johann Joachim d’Orville reform. (?)                                                                         | • Hessen-Kassel 1682–1688 • Hessen-Darmstadt 1682–1688 • Pfalz-Zweibrücken 1672–1681                                                                | 1633 3. Juni Den Haag                      | 1688 23. Dez.                                                            | Große, aufwändig gestaltete Grabplatte. Das große Inschriftenfeld ist dekorativ gewölbt, Inschrift nicht lesbar                                                                 | Gesandtenfriedhof Dreieinigkeitskirche Vor Epitaph-Limbach (ID-Nr. 20) an der Südmauer. | Ursprünglich lagen Gruft und Grabplatte an der Südmauer. Dort war eine alte Gruft aufgelöst worden und der Bau eines Epitaph für d’Orville geplant, das dann aber nicht gebaut wurde. Stattdessen wurde dort 20 Jahre später das Limbach-Epitaph (ID-Nr 20) gebaut, wofür die d’Orville-Grabplatte verlagert werden musste                             |
| Epitaph Adam H. von Pollmann                         | 29    | Adam Heinrich von Pollmann evang.                                                                            | •Kurbrandenburg • Magdeburg • Halberstadt •Hinterpommern • Minden • Cammin 1737–1753 • Ostfriesland 1744–1753                                       | 1685 2. April.                             | 1753 30. Nov.                                                            | Wand-Epitaph, Inschrift großteils lesbar, dokumentiert | Gesandtenfriedhof Dreieinigkeitskirche Nordost-Areal vorletztes Epitaph an der Ostwand auf dem Nordostareal nördl.                                                                                             | Begraben in einer Gruft auf dem Nordostareal ohne Grabplatte. Verwitterte Rotmarmortafel in geschweifter Kartuschen- rahmung, oben mit Wappen. Dekorelemente im Giebel beschädigt bzw. verloren |
|                                                      | 30    | Esaias von Pufendorf evang.                                                                                  | • Dänemark (1688–1689) | 1628 26. Juli Dorf- Chemnitz               | 1689 30. Aug.                                                            | Aufwändig gestaltete Grabplatte mit gewölbtem Inschriftenfeld, Inschrift nicht lesbar (dokumentiert), Wappenfeld, umrahmt von Blumen und Ranken, Dekorelemente stark abgetreten | Gesandtenfriedhof Dreieinigkeitskirche Südareal in 2. Reihe auf Höhe des Metternich-Epitaphs (ID-Nr. 24) | Als schwedischer Diplomat 1661 in England zum Ritter geschla- gen und als Ritter Esaias von Pufendorf bezeichnet. Das führte dazu, dass das Epitaph Marenholz (ID-Nr. 22), dessen Inschrift seit 1930 nicht mehr lesbar war und das den Verstorbenen in Ritterrüstung zeigt, bis 2000 als Epitaph für den „Ritter“ Pufendorf angesehen wurde.          |
| Epitaph Anton Schott                                 | 31    | Antonius von Schott evang. Biografie:                                                                        | • Elsässische Reichsstädte 1667 – 1679 • Kursachsen 1675 – 1684                                                                                     | 1636                                       | 1684 2. Dez.                                                             | Prunkvolles Epitaph aus schwarzem Marmor, Inschrift lesbar | Gesandtenfriedhof Dreieinigkeitskirche Süd-Areal östl. auf Höhe des Kirchturms . | Beide Wappentafeln verwittert. Die Tafel rechts, ursprünglich als „gestürztes Wappen“ falsch herum aufgehängt, wurde nach der Renovierung (ca. 1980) aus Unkenntnis richtig herum aufgehängt |
| Epitaph Schwarzenau                                  | 32    | Joachim Ludwig von Schwarzenau evang. Ehefrau: Eberhardine Henriette Wilhelmine geb. von der Streithorst     | • Hessen-Darmstadt • Sachsen-Weimar 1740–1756 • Preußen 1766–1787                                                                                   | 1713 26. Aug Darmstadt 1728                | 1787 20. Dez. 1805 in der Gruft des Ehemannes                            | Wand-Epitaph, Inschrift-Tafel mit Wappen, Schmuckleiste und breitem Rosenband Inschrift deutsch, gut lesbar.                                                                    | Gesandtenfriedhof Dreieinigkeitskirche Nordost-Areal, letztes Epitaph südl. | Begraben in einer Gruft auf dem Nordost-Areal ohne Grabplatte Dekorelemente beschädigt bzw. verloren Zur Familie |
|                                                      | 33    | Georg von Snoilsky evang. Zum Sohn, zu Tochter und Schwiegertochter vgl. Ehefrau: Anna geb. Weyler           | • Bremen–Verden • Vorpommern 1663–1672 • Pfalz-Zweibrücken 1664–1772 • Baden–Durlach 1668–1772                                                      | 1607 nicht bekannt                         | 1672 26. Jan. 1669 11. Jul. begraben in der Gruft der Tochter Philippina | Kunstvoll mit Blattmaske geschmückte Grabplatte, mehrfach gebrochen und ausgebessert, Inschrift nicht dokumentiert, nur wenige Worte lesbar                                     | Gesandtenfriedhof Dreieinigkeitskirche Süd-Areal an der Ostwand, letzte Grabplatte südl. unter dem Baum. | In der Grabstätte wurden weiterhin begraben: Tochter Philippina († 1664), Grabplatte nicht erhalten, Schwiegertochter Maria Christina († 1682) Zur Familie: Wappen: |
|                                                      | 34    | Dietrich von Stade evang. Zu den Söhnen und Ehefrauen vgl. 2. Ehefrau: Friderica geb. Toepfer                | • Bremen–Verden • Vorpommern 1717–1733 • Pfalz-Zweibrücken 1717–1719                                                                                | 1674 3. Feb. Stade 1692                    | 1733 12. Jan. 1719 3. Jun. begraben mit Kind                             | Schmucklose Grabplatte, Wappen schlecht erhalten, mittig breiter Riss Inschrift nicht mehr erkennbar aber dokumentiert                                                          | Gesandtenfriedhof Dreieinigkeitskirche Süd-Areal, östlich in 2. Reihe vor der Kanzeltür. | In der Grabstätte wurden weiterhin begraben: 2. Ehefrau mit Kind Friedrich († 1719) Kind Rudolph der 3. Ehefrau († 1733) Zur Familie: |
|                                                      | 35    | Justus Heinrich von Storren evang.                                                                           | • Schweden • Pfalz-Zweibrücken 1703–1716 Holstein-Gottorp 1703–1716                                                                                 | 1638 Hildesheim                            | 1716 16. Jul.                                                            | Kunstvolle Grabplatte, unten gebrochen Beschreibung: Gewölbte Inschriftentafel, Inschrift kaum erhalten.                                                                        | Gesandtenfriedhof Dreieinigkeitskirche Südareal Mitte, vor dem Epitaph Schrader (ID-Nr. 11) | Ein Bauamtsbericht besagt, dass die Erben den Bau eines Epitaphs geplant hatten, dann aber nur eine Grabplatte setzten. Das bereits fertiggestellte Fundament wurde später zur Errichtung des Schrader-Epitaphs (ID-Nr. 11) genutzt. |
| Epitaph Augustin Strauch                             | 36    | Augustin Strauch evang. Biographie:                                                                          | • Kursachsen 1653–1654 1662–1674 • Kurpfalz 1674 | 1612 25. Okt. Delitzsch                    | 1674 22. Mai († 18. Mai)                                                 | Epitaph: roter Marmor, überwölbender Sandstein-Torbogen, Inschrift lesbar. Grabplatte: stark abgetreten, Inschrift nicht lesbar                                                 | Gesandtenfriedhof Dreieinigkeitskirche Epitaph und Grabplatte: Süd-Areal Mitte gegenüber dem Südportal der Kirche .                                                                                            | Bauamtsberichte zeigen, dass beim Bau des Epitaphs mehrere Grabstätten von Offizieren aus dem 30-jährigen Krieg zerstört wurden, darunter auch die Grabstätte von Schaffgotsch |